# EXID
EXID (кор. 이엑스아이디; читается Иэксайди; акроним от «Exceed In Dreaming») — южнокорейская гёрл-группа, сформированная в 2012 году компанией Banana Culture Entertainment. Группа состоит из пяти участниц: Сольджи, Элли, Хани, Хёрин и Чонхва. Изначально они дебютировали в составе шести человек в феврале 2012 года с синглом «Whoz That Girl». Дебютный мини-альбом Hippity Hop был выпущен в августе того же года.
Значительную популярность коллектив приобрёл в 2014 году с выходом сингла «Up & Down». Сразу после выхода песня не показывала хороших результатов в чартах, но четыре месяца спустя стала № 1 в Gaon Digital Chart после появления в Интернете фанкама одной из участниц (Хани), который стал вирусным видео на YouTube. Второй мини-альбом Ah Yeah был выпущен в апреле 2015 года. Первый полноформатный альбом Street был выпущен в июне 2016 года.
В начале мая, участницы Хани и Чонхва решили не продлевать свои контракты с Banana Culture. После камбека 15 мая группа не была расформирована, а взяла бессрочный перерыв на неопределённый срок, чтобы каждая участница занялась индивидуальной деятельностью.

## Карьера

### 2011−12: Формирование, дебют, изменения в составе иHippity Hop
В мае 2011 года Shinsadong Tiger и AB Entertainment собрали несколько трейни из JYP Entertainment, чтобы создать новую женскую группу. Юджи была первой участницей после попытки дебюта в женской группе JYP, который так и не состоялся. Она связалась с Хани, Хэрён и Чонхва, и все они были приняты в агентство. Вскоре к группе присоединилась андерграундная рэперша Элли. Дами, которая уже стажировалась в AB, стала последней участницей коллектива.
Первоначальным названием группы было WT (сокращённо от «Who’s That»), но за несколько месяцев до дебюта компания изменила решение, и коллектив назвали EXID. Официальный дебют должен был состояться в январе 2012 года, но был отложен до февраля в связи с травмой Элли, которую она получила в процессе репетиций. 3 февраля AB Entertainment объявили, что EXID дебютируют с синглом «Whoz That Girl».
16 февраля 2012 года состоялся релиз сингл-альбома Holla. Дебютное выступление прошло на M! Countdown, после чего они также выступили на Music Core и Inkigayo. Песня заняла 36 место в Gaon Singles Chart, было продано свыше 840 тысяч цифровых копий.
В апреле AB Entertainment объявили об уходе Юджи, Дами и Хэрён. В официальном заявлении было сказано, что Юджи и Дами собираются сосредоточиться на учёбе, а Хэрён на актёрской карьере. Их место заняли Сольджи (бывшая участница дуэта 2NB) и Херин, которая была принята в группу ещё до дебюта, но её убрали. В новом составе EXID вернулись на сцену в августе со вторым синглом «I Feel Good» и дебютным мини-альбомом Hippity Hop, который впоследствии добрался до 13 строчки в Gaon Albums Chart с продажами 1 500 копий. Релиз цифрового сингла «Every Night» состоялся в октябре. Он дебютировал на 43 месте в Gaon Singles Chart с продажами 105 тысяч копий.

### 2013−15: Дебют юнита Dasoni, «Up & Down»,Ah Yeah,Hot Pinkи увеличение популярности

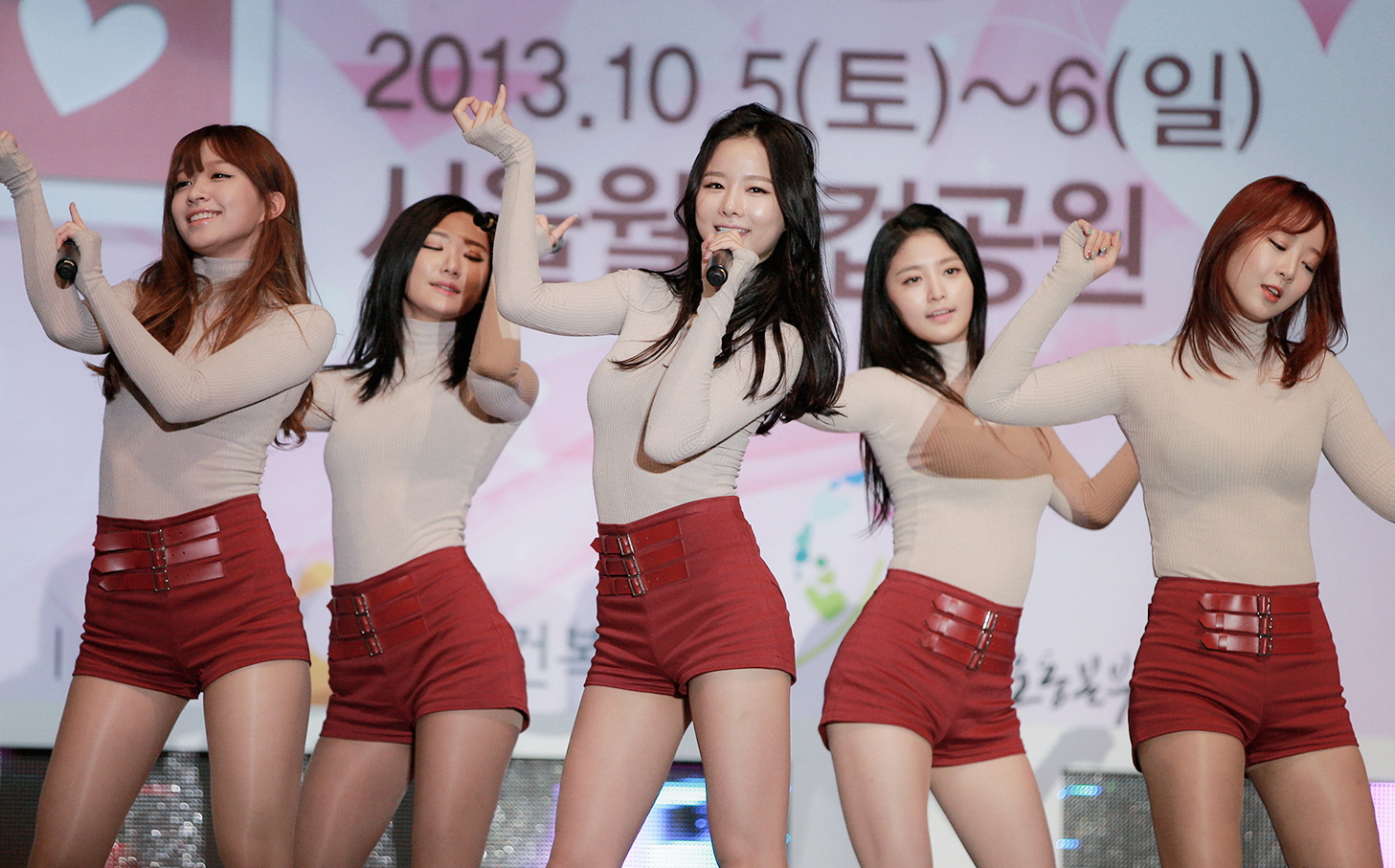
EXID в октябре 2013 года. Слева направо: Хани, Элли, Сольджи, Чонхва и Хёрин

В феврале 2013 года было объявлено, что Хани и Сольджи сформируют саб-юнит Dasoni. 15 февраля состоялся релиз их дебютного сингла «Goodbye». 24 августа 2014 года EXID провели шоукейс, где исполнили новый сингл «Up & Down». 27 августа песня стала доступна для загрузки, однако особого успеха в чартах не имела, добравшись лишь до 94 места в Gaon Singles Chart. Но в начале октября не только сингл, но и сама группа начали набирать популярность после появления в сети фанкама на Хани, который стал вирусом в корейских социальных сетях с просмотрами в десятки миллионов. Из-за успеха видео EXID снова пригласили выступать на музыкальных шоу, хотя промоушен был завершён ещё в сентябре. Свою первую победу с момента дебюта они одержали на M! Countdown 8 января 2015 года.
В феврале 2015 года Сольджи приняла участие в шоу King of Masked Singer, где заняла первое место, что привлекло к EXID ещё больше внимания. 13 апреля был выпущен видеоклип на песню «Ah Yeah» и одноимённый мини-альбом. Всего с синглом было одержано 4 победы на музыкальных шоу: две на Inkigayo (за 26 апреля и 3 мая) и Show Champion (за 29 апреля и 6 мая). 17 ноября был выпущен видеоклип на сингл «Hot Pink». 25 ноября и 6 декабря EXID одержали свои победы на Show Champion и Inkigayo соответственно.

### 2016−17:Street, китайские синглы,Eclipse,Full Moonи перерыв Сольджи

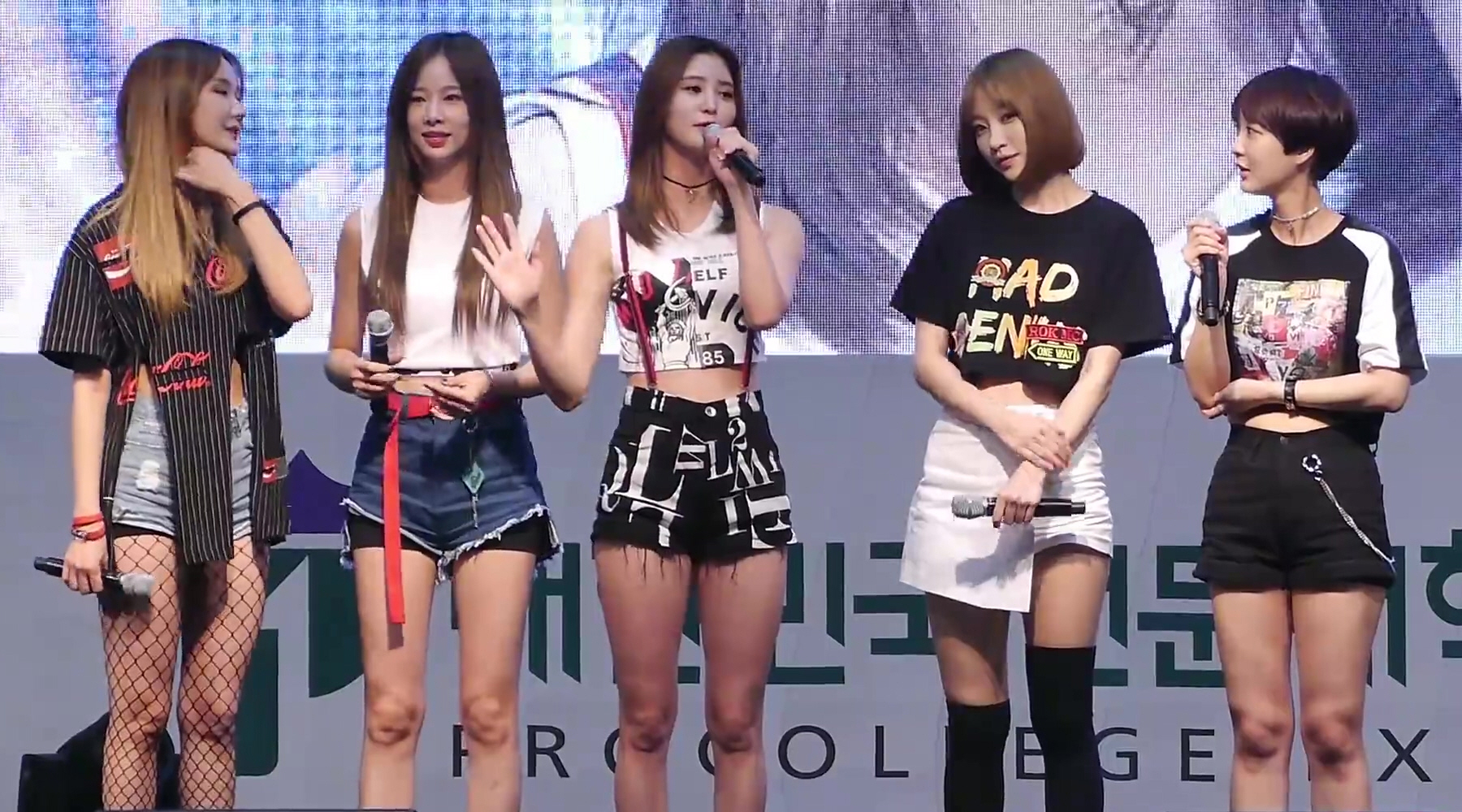
EXID на выступлении с «L.I.E», июль 2016 года

1 июня 2016 года EXID выпустили первый студийный альбом Street с главным синглом «L.I.E». Street состоял из 12 треков, в создании которых принимали участие лично участницы группы. Альбом дебютировал на 7 месте в альбомном чарте Gaon, в то время как сингл достиг топ-5. «L.I.E» одержала ряд побед на музыкальных шоу. 20 декабря они выпустили дебютный китайский сингл «Cream», который достиг шестого места в Billboard China V Chart. На следующий день, 21 декабря Banana Culture объявили, что Сольджи диагностировали гипертиреоз, и она займётся лечением, поэтому группа продолжит продвижение в составе четырёх человек.

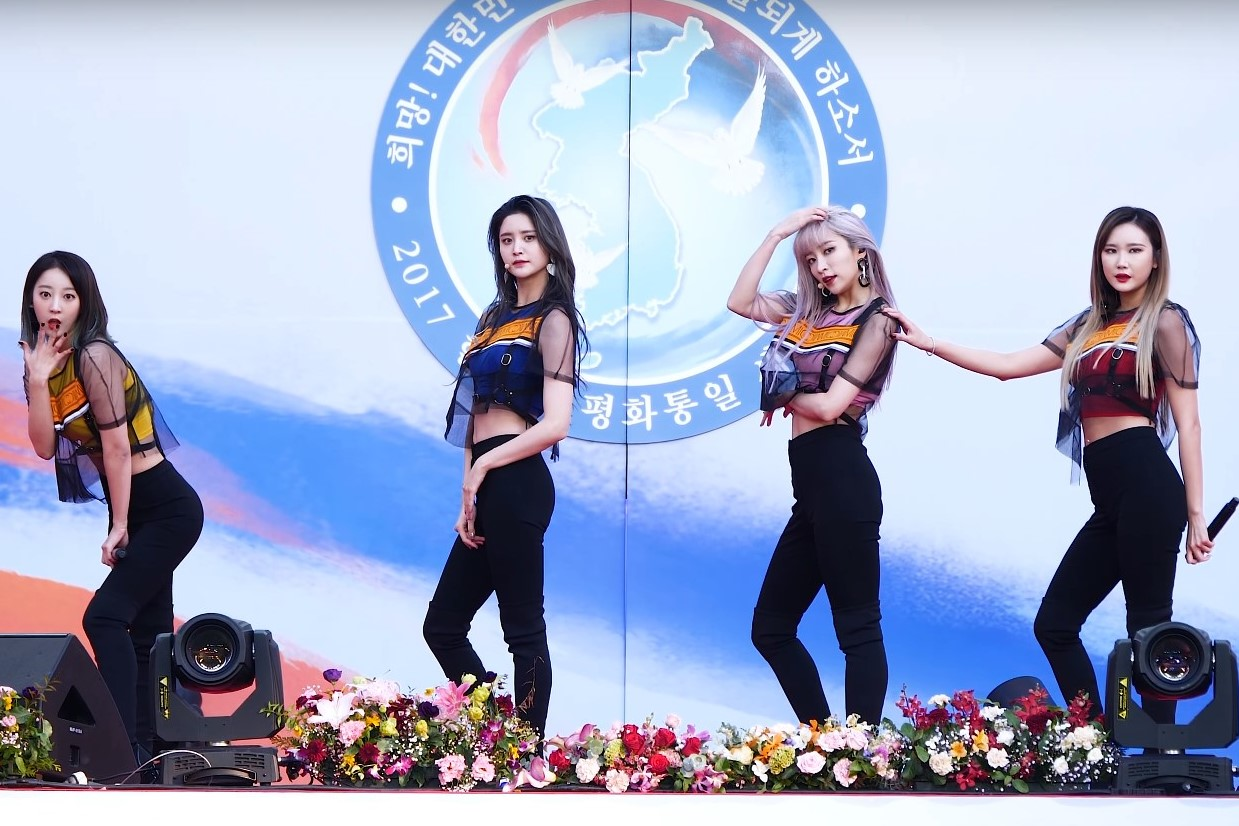
EXID на выступлении с «DDD», ноябрь 2017 года

10 января 2017 года была выпущена китайская версия «Up & Down». Изначальную версию видеоклипа пришлось удалить из-за того, что EXID танцевали на фоне «запретного города» и китайские поклонники сочли это неуместным. 17 марта состоялось выступление в Мехико в рамках ежегодного музыкального фестиваля KCON. Из-за проблем со здоровьем у Сольджи камбэк группы решили отложить до апреля, и вскоре было анонсировано, что EXID вернутся лишь вчетвером. 10 апреля был выпущен третий мини-альбом Eclipse. Сингл «Night Rather Than Day» также снискал у публики успех, что позволило ему одержать победы на нескольких музыкальных шоу.
12 мая Banana Culture анонсировали летний азиатский тур, в рамках которого группа отыграла концерты в Сингапуре и Гонконге. 30 июля состоялось шоу на Тайване, а 12 августа — в Сеуле. В один из дней концертов в Сеуле в социальных сетях было опубликовано фото пяти участниц, и фанаты предположили, что возвращение Сольджи состоится на одном из шоу. Во время концерта она внезапно появилась из толпы, чтобы вместе с остальными исполнить «Summer, Fall, Winter, Spring».
7 ноября был выпущен четвёртый мини-альбом Full Moon. Выпуск ознаменовал возвращение Сольджи к деятельности в группе, пусть она смогла принять участие лишь в записи самого альбома, но не участвовала в съёмках видеоклипа и промоушене. 21 ноября сингл «DDD» одержал победу на The Show.

### 2018:Re: flower Project,Lady, японский дебют, возвращение Сольджи, и «I Love You»

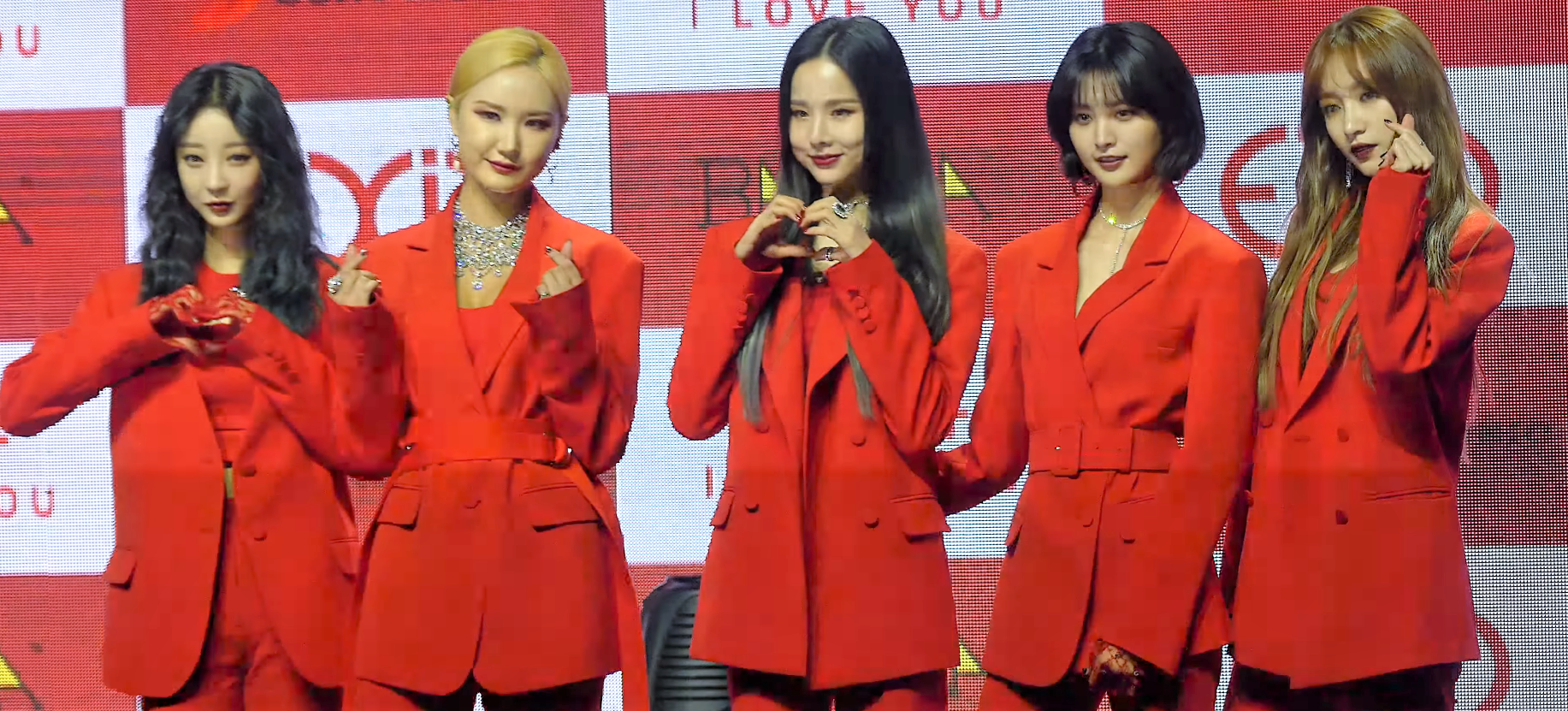
Exid на шоукейсе в честь выхода сингла 'I Love You'

31 декабря 2018 года EXID выступил на новогодней вечеринке обратного отсчёта в Тайбэе, Тайвань.
В феврале 2018 года EXID представили тизеры к Re: flower Project — проекту, сделанному с целью выпустить переделанные версии ранее выпущенных песен, которые не являлись главными синглами. 2 апреля группа вернулась с синглом «Lady». Сольджи вновь не принимала участие в промоушене. 10 апреля сингл «내일해 (Lady)» одержал победу на The Show. В конце июля агентство сделало официальное заявление касательно здоровья Сольджи, объявив, что девушка уже восстановилась, но о возможности её дальнейшего продвижения ещё не всё известно. На тизерах к дебютному японскому синглу «Up & Down» EXID появились в полном составе. Выход японского видеоклипа «Up&Down» состоялся 30 июля. 21 ноября был выпущен цифровой сингл «I Love You (알러뷰)».

### 2019—2022: Деятельность в Японии,We, перерыв и 10-летний юбилей

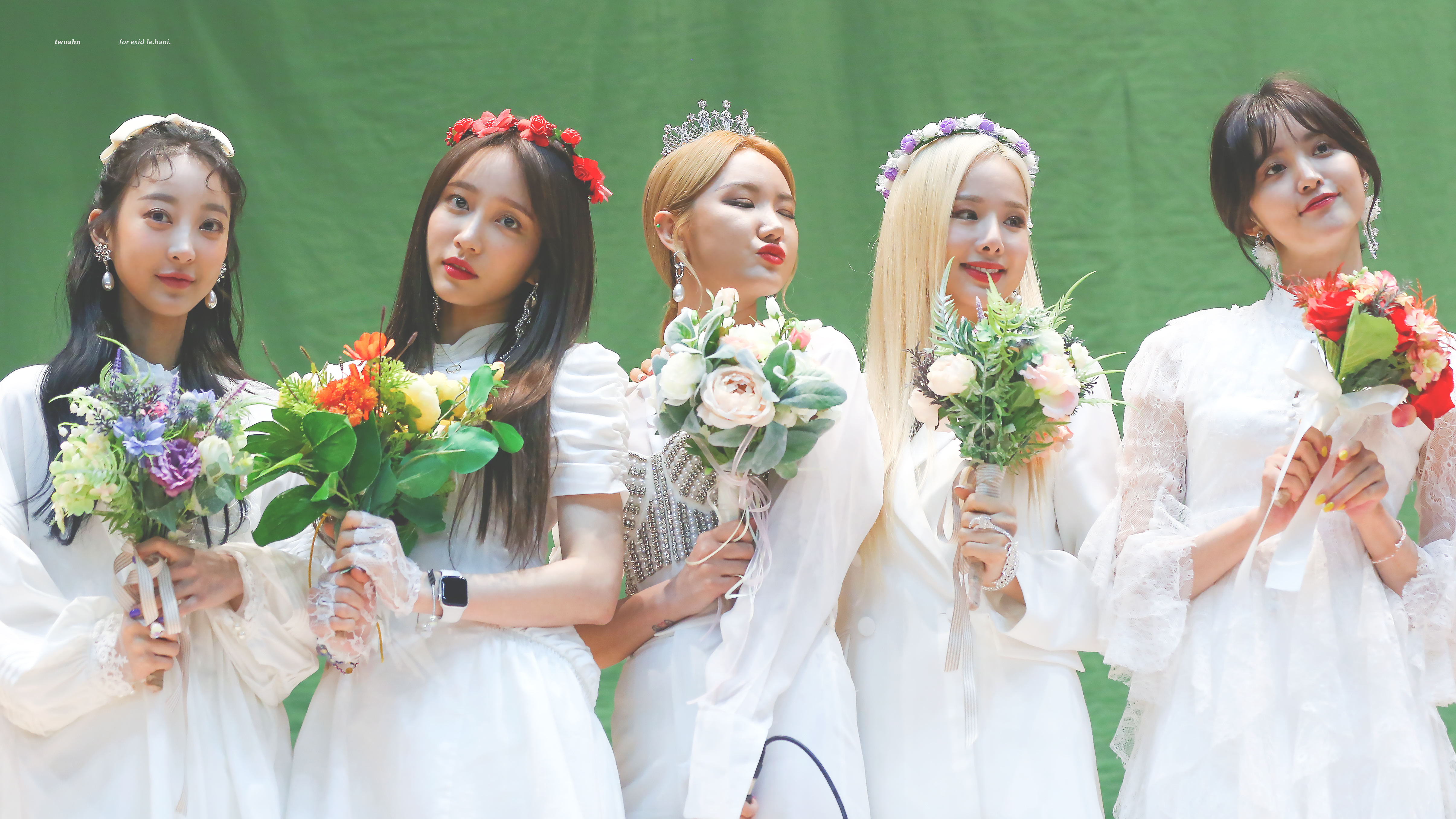
EXID на шоукейсе в честь выхода пятого мини-альбома We, май 2019

19 декабря 2018 года EXID объявили о своём втором японском живом туре 10-11, 13 и 16 февраля 2019 года через свой японский фан-сайт, который позже был назван «2019 EXID Valentine Japan Live Tour» и был успешно проведён. Во время тура EXID также исполнили свой новый японский сингл «Trouble», который является заглавным треком их первого японского студийного альбома, анонсированного 4 февраля через их фан-сайт, который вышел в апреле. 17 января стало известно, что контракты группы с Banana Culture истекают в мае, в данный момент ведутся переговоры с участницами.
В начале мая, участницы Хани и Чонха решили не продлевать свои контракты с агентством. 15 мая группа выпустила пятый мини-альбом We. Участницы группы планируют совместное продвижение в будущем. После промоушена с альбомом коллектив взял бессрочный перерыв от групповой деятельности, чтобы каждая участница занялась индивидуальной. Позже Banana Culture пояснил, что группа продолжит свою деятельность в Японии в течение ещё одного года, а японский тур под названием 2019 EXID Summer Live Tour начался в августе.
25 декабря группа выпустила японский сингл «Bad Girl For You».
15 января 2020 года Хёрин покинула Banana Culture. 5 февраля компанию покинула Сольджи. 25 марта компанию покинула LE.
19 августа группа выпустила второй японский студийный альбом B.L.E.S.S.E.D. 14 июля 2022 года было объявлено, что EXID вернутся, чтобы провести в сентябре EXID 2022 Japan-Final-Live Tour, который первоначально планировалось провести в 2020 году, но пришлось отложить из-за COVID-19.
13 августа EXID собрались вместе для специальной программы, посвященной их 10-летию. 7 сентября EXID объявили через SNS, что они выпустят свой 3-х трековый альбом X 29 сентября.

## Участницы

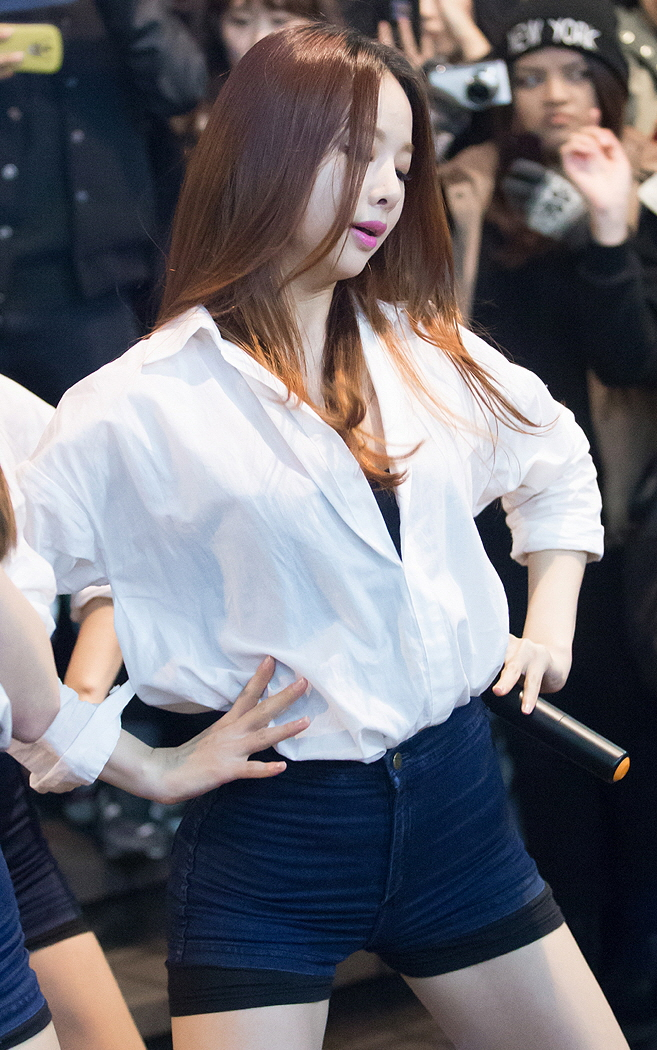
Сольджи
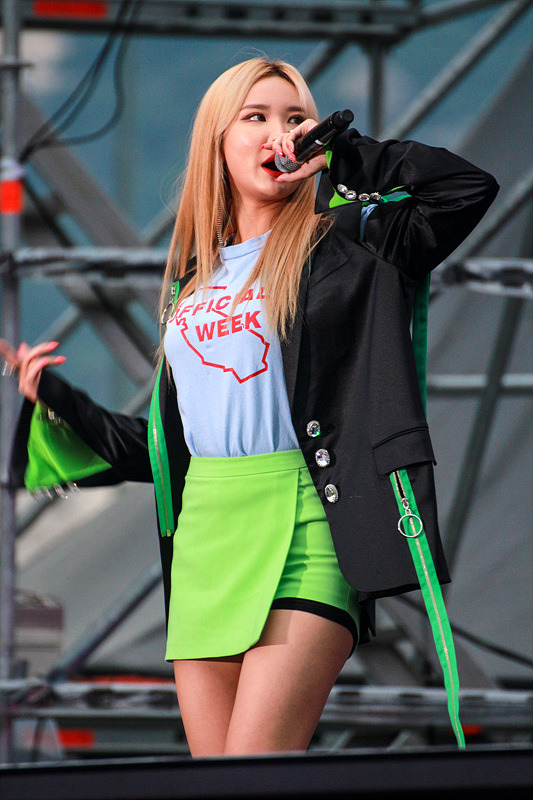
Элли
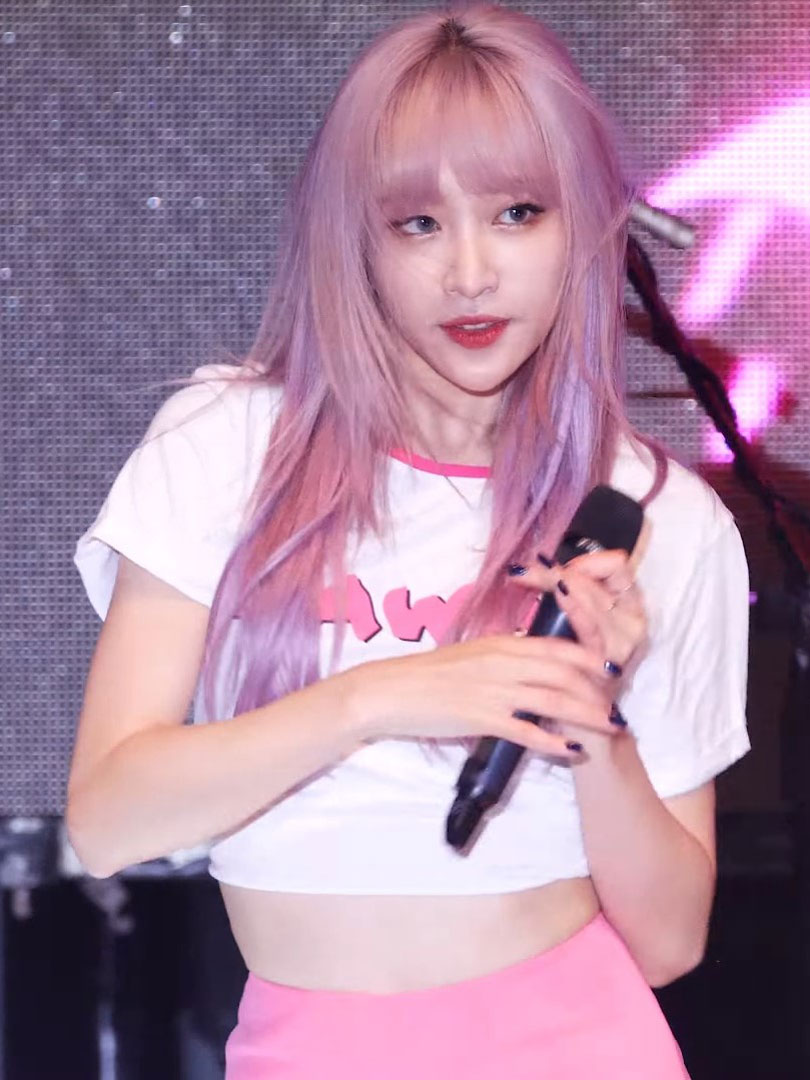
Хани
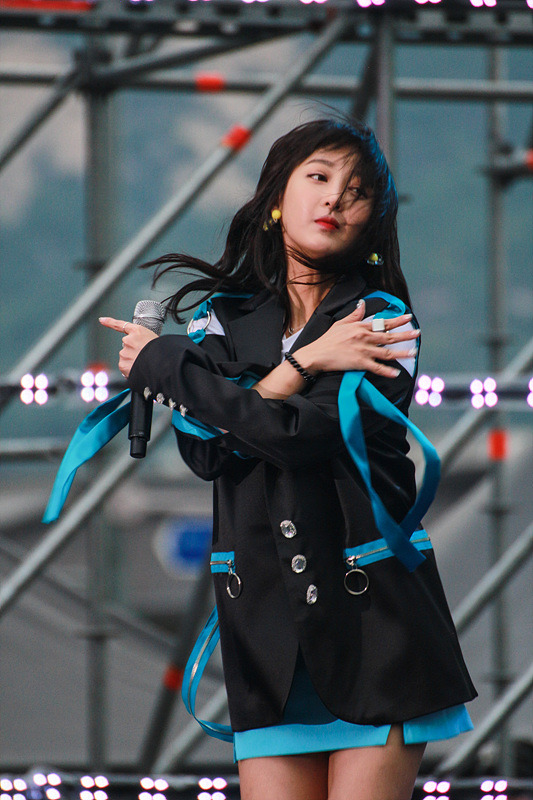
Хёрин
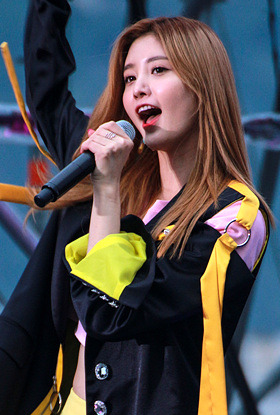
Чонхва

| Сценический псевдоним | Сценический псевдоним | Настоящее имя | Настоящее имя | Дата рождения | Позиция в группе                                             |
| Основной              | Другой                | На русском    | Хангыль       | Дата рождения | Позиция в группе                                             |
| --------------------- | --------------------- | ------------- | ------------- | ------------- | ------------------------------------------------------------ |
| Сольджи               | Solji                 | Хо Сольджи    | 허솔지        | 10.01.1989    | Лидер, главная вокалистка                                    |
| Элли                  | LE                    | Ан Хёджин     | 안효진        | 10.12.1991    | Главный рэпер, саб-вокалистка                                |
| Хани                  | Hani                  | Ан Хиён       | 안희연        | 01.05.1992    | Ведущий танцор, вокалистка, лицо группы, центр               |
| Хёрин                 | Hyelin                | Со Хёрин      | 서혜린        | 23.08.1993    | Ведущая вокалистка                                           |
| Чонхва                | Jeonghwa              | Пак Чонхва    | 박정화        | 08.05.1995    | Главный танцор, ведущий рэпер, саб-вокалистка, вижуал, макнэ |

## Дискография

### Студийные альбомы
- Street (2016)
- Trouble (2019)
- B.L.E.S.S.E.D (2020)

### Мини-альбомы
- Hippity Hop (2012)
- Ah Yeah (2015)
- Eclipse (2017)
- Full Moon (2017)
- We (2019)

## Фильмография
| ГОД  | Название        | Примечания  |
| ---- | --------------- | ----------- |
| 2016 | EXID’s Showtime | 8 эпизодов  |
| 2018 | Made In EXID    | 25 эпизодов |

### Телесериал
| Год  | Название                                      | Роль             |
| ---- | --------------------------------------------- | ---------------- |
| 2012 | Счастливый гороскоп: Инструкция по применению | Камео (8 эпизод) |

## Награды и номинации
С момента своего дебюта в 2012 году EXID завоевали четыре различные награды и 22 награды на музыкальных шоу. 8 января 2015 года группа одержала свою первую победу на M! Countdown в связи с успехом их цифрового сингла «Up & Down», за которым следовали победы на Music Bank, The Music Trend и The Show.